# Oleksandrivka, Mejova
Oleksandrivka (în ucraineană Олександрівка) este un sat în comuna Vesele din raionul Mejova, regiunea Dnipropetrovsk, Ucraina.

## Demografie
Componența lingvistică a localității Oleksandrivka
     Ucraineană (95,27%)
     Rusă (3,64%)
     Alte limbi (1,09%)
Conform recensământului din 2001, majoritatea populației localității Oleksandrivka era vorbitoare de ucraineană (95,27%), existând în minoritate și vorbitori de rusă (3,64%).